# Sofi Oksanen
Sofi Oksanen, all'anagrafe Sofi-Elina Oksanen (Jyväskylä, 7 gennaio 1977), è una scrittrice e drammaturga finlandese.

## Biografia
È stata lanciata nel panorama letterario internazionale, ottava vincitrice di lingua finlandese - ma prima donna finnica in assoluto - del prestigioso Nordisk råds litteraturpris (2010) - che premia le eccellenze scandinave dal 1962 - ed è opinionista di rilievo nei vari dibattiti che interessano il Paese, come quello spinoso sulla sessualità: al riguardo, lei si definisce bisessuale.
Figlia di un elettricista finlandese e di una madre laureata in Ingegneria in Estonia al tempo dell'URSS, poi trasferitasi in Finlandia negli anni Settanta, soffre di disturbi alimentari e ha fatto di questo, e in parte della vicenda materna, materia del suo romanzo d'esordio, Le vacche di Stalin (Stalinin lehmät), nel 2003. Nel libro la Oksanen risale alle origini del disturbo alimentare, indagando sia l'aspetto psicologico sia l'aspetto sociologico. Inoltre, tratta il tema dell'immigrazione: in Finlandia, infatti, mancava un libro che trattasse tale argomento. Le vacche di Stalin le è valso la prima nomina per il Premio Runenberg.
Già in Baby Jane, il suo secondo romanzo - del 2005 - incomincia a trattare il tema della donna lesbica.
Studentessa presso l'Accademia teatrale di Helsinki, nel 2007, al Teatro nazionale, è andata in scena Puhdistus (lett. Purga), la sua prima opera. Da questa ha poi ricavato l'omonimo romanzo che le ha consentito di vincere il prestigioso Nordisk litteraturpris, oltre a scalare le classifiche finniche e ispirare un film al produttore Markus Selin, questo nel 2012: Puhdistus, il romanzo, ha inoltre segnato il suo ingresso nella Letteratura internazionale. Quanto all'omonima opera teatrale, è stata portata negli States: ha infatti esordito al Cafè La MaMa di New York nel febbraio del 2011, diretto da Zishan Ugurlu. Dall'ottobre del 2012, l'opera ha fatto il giro dei teatri nordeuropei, ma è stata rappresentata anche a Lisbona e Madrid: da febbraio a marzo, è andata in scena anche a Londra.
La purga (Puhdistus) tratta una vicenda privata sullo sfondo dell'occupazione sovietica dell'Estonia e ha vinto in Finlandia il Premio Finlandia nel 2008, poi il già citato Runenberg nel 2009, quindi nel 2010 il Nordisk. Nel 2010 Fnac, la sessantenne rivista francese, lo ha scelto per un premio su oltre trecento libri letti in Francia, e soprattutto la giuria completamente femminile di Femina, sempre nel 2010, le ha conferito il Prix Femina - uno dei più ambito dagli autori che vogliono essere tradotti in Francese. In Italiano è stato tradotto da Guanda con il titolo La Purga; tuttavia, in Italia non ha riscosso un successo particolare: al riguardo, la Oksanen ha dichiarato che i lettori italiani avrebbero dovuto riconoscere nel titolo un riferimento al Fascismo. Nel 2014 Feltrinelli ha pubblicato il suo terzo romanzo Quando i colombi scomparvero. Bestseller in patria, il libro è stato tradotto in numerose lingue e nel 2015 è stato tra i vincitori del Premio Salerno Libro d'Europa.

## Riconoscimenti
- Nel 2009 le è stato conferito da Seta, la principale associazione LGBT della Finlandia, un premio per l'attivismo pro-LGBT nell'area del Baltico.
- Sempre nel 2009, il quotidiano estone Postimees - il più importante del Paese - ha scelto, all'unanimità, la Oksanen come personalità dell'anno[5].
- Nel 2010 il Presidente dell'Estonia Toomas Hendrik Ilves, in onore delle sue origini estoni, l'ha insignita della Croce della Terra Mariana di IV classe - che dal 1995 onora l'indipendenza dell'Estonia e, da allora, è stata conferita a monarchi e capi di Stato di tutto il mondo.
- Nel 2012, il Presidente finlandese Sauli Niinistö l'ha insignita del Leone di Finlandia - che invece risale al 1942. Nel 2013 ha infine vinto il cosiddetto Piccolo Nobel, ovvero il Premio Nordico dell'Accademia Svedese - anche stavolta, la prima donna finlandese.